# 后唐灭前蜀之战
后唐灭前蜀之战，五代后唐同光三年（925年）九月至十月，唐庄宗派军攻灭前蜀的战争。

## 背景
同光元年（923年），后唐灭后梁之战后，唐庄宗想要乘胜兴师消灭前蜀，但因西蜀地势险固，于是先假装与前蜀修好。

## 雙方戰備
前蜀：
同光三年（925年）六月，前蜀皇帝王衍撤除边备，唐庄宗于是部署发兵。
後唐：
北路：九月初十，命长子魏王李继岌充西川四面行营都统，枢密使郭崇韬充东北面行营都招讨制置使，统领凤翔节度使（治凤翔府，今陕西省凤翔县）李从曮、同州节度使（治今陕西省大荔县）朱令德、陕州节度使（治今河南省三门峡市陕州区）李绍琛、华州节度使（治今陕西省华州区）毛璋、邠州节度使（治今陕西省彬县）董璋六万军队，从凤翔到大散关（今陕西省宝鸡市西南大散岭上）入蜀。
東路：荆南节度使、南平王高季兴为东面行营都招讨使，率兵攻取夔州（治今重庆市奉节县）、忠州（治今重庆市忠县）、万州（治今重庆市万州区）。

## 過程

### 北路
十月十八日，唐军至散关，排阵斩斫使兼马步军都指挥使李绍琛率一万三千步骑攻克威武城（今陕西省凤县东北），获得二十万斛粮食，直至凤州（治梁泉，今陕西省凤县东北凤州镇）。郭崇韬率军加速前进。
十月十九日，因后唐攻势，前蜀守将王承捷以凤州、兴州（治今陕西省略阳县）、文州（治今甘肃省文县）、扶州（治今四川省南坪县东北）四州投降。王衍还是在数万军队的护卫下，领着嫔妃大臣巡游作乐。
十月二十日，巡游到利州（治今四川省广元市），听说唐军已经攻下凤州，于是派随驾清道指挥使王宗勋、王宗俨、王宗昱为三招讨，率三万兵迎战唐军。前蜀兴州刺史王承鉴、成州刺史王承朴见后唐军后，弃城而逃。
十月二十六日，李绍琛在三泉（今陕西省宁强县西北阳平关）击败王宗勋，前蜀五千人阵亡，得到十五万斛粮食。
十月二十九日，王衍听说王宗勋等战败，于是派判六军诸卫事王宗弼守卫利州，自己回到成都，为了阻止唐军，截断桔柏渡（今四川省广元市南嘉陵江、白龙江合流处）浮桥。
十月三十日，李继岌抵达兴州，前蜀将领宋光葆把属下的梓州（今四川省三台县）、绵州（治巴西县，今四川省绵阳市东）、剑州（治普安县，今四川省剑阁县）、龙州（治江油县，今四川省平武县东）、普州（治安岳县）五州献出归顺后唐。武定节度使王承肇、山南节度使王宗威、阶州刺史王承岳也把自己守卫的城池降唐。天雄节度使王承休与副使安重霸想出秦州在后方攻打后唐。抵达茂州（治今四川省茂县），随行兵马仅剩两千人，士卒又饿又累，安重霸于是把秦州（治上邽县，今甘肃省天水市）、陇州（治汧源县，今陕西省陇县）二州降唐。
十一月，唐军抵达利州，王宗弼弃城西逃。李继岌的后唐军推进到剑州、绵州、汉州（治今四川省广汉市）。
十一月十五日，前蜀武信军节度使兼中书令王宗寿把属下遂州（治今四川省遂宁市）、合州（治今重庆市合川区）、渝州（治今重庆市）、泸州（治今四川省泸州市）、昌州（治今四川省大足县）五州献出投降。李绍琛到达绵州，民房被毁，锦江浮桥被拆。李绍琛率乘马浮水过锦江，进入鹿头关（今四川省德阳市北鹿头山上），攻克汉州，直逼成都。
十一月二十六日，李继岌率军抵达成都。
十一月二十七日，王衍在王宗弼挟持下出降，前蜀灭亡。

### 東路
十月三十日，高季兴率水军溯长江攻打施州（治今湖北省恩施市）。前蜀峡路招讨使张武用铁锁阻挡长江航道，高季兴派勇士乘船斩断铁锁。当时有大风，荆南的船挂上铁锁，不能进退，前蜀猛攻，荆南军战败，高季兴以轻舟逃跑。不久，张武听说前蜀北路大军战败，将夔州、忠州、万州三州献出投降后唐。